# Ladislav Mackura
Ladislav Mackura (* 19. listopadu 1953) je bývalý slovenský fotbalista, záložník.

## Fotbalová kariéra
V československé lize hrál za Jednotu Trenčín. Gól v lize nedal. Ve druhé nejvyšší soutěži hrál i za ŽD Bohumín a Spartak ZŤS Dubnica.

## Ligová bilance
| Ročník                                      | Zápasy | Góly | Minuty | Klub                |
| ------------------------------------------- | ------ | ---- | ------ | ------------------- |
| 1. československá fotbalová liga 1976/77    | 15     | 0    | 1 350  | Jednota Trenčín     |
| 1. československá fotbalová liga 1977/78    | 19     | 0    | 1 333  | Jednota Trenčín     |
| 1. československá fotbalová liga 1978/79    | 12     | 0    | 684    | Jednota Trenčín     |
| 1. slovenská národní fotbalová liga 1981/82 | 30     | 2    | –      | Spartak ZŤS Dubnica |
| 1. slovenská národní fotbalová liga 1982/83 | 30     | 6    | –      | Spartak ZŤS Dubnica |
| 1. slovenská národní fotbalová liga 1983/84 | 30     | 4    | –      | Spartak ZŤS Dubnica |
| 1. slovenská národní fotbalová liga 1984/85 | 28     | 1    | –      | Spartak ZŤS Dubnica |
| 1. slovenská národní fotbalová liga 1985/86 | 25     | 0    | –      | Spartak ZŤS Dubnica |
| CELKEM 1. liga                              | 46     | 0    | 3 367  |                     |